# 瑪麗-加布里埃爾·卡佩
瑪麗-加布里埃爾·卡佩（Marie-Gabrielle Capet、1761年9月6日—1818年11月1日）是一位法國新古典主義畫家。她出身貧寒，背景和藝術訓練背景不詳，但1781年在巴黎成為法國畫家阿黛拉伊德·拉比耶-吉亞爾的學生。她是一位傑出的肖像畫家，作品包括油畫、水彩畫和細密畫。

## 生平
1761年9月6日，瑪麗-加布里埃爾·卡佩出生於里昂。卡佩年輕時就讀於鎮上的一所公立繪畫學校 。在十八世紀的法國，皇家美術學院負責培養藝術家，並在沙龍展出頌揚波旁王朝所推崇的英雄價值的藝術作品。在法國大革命前，巴黎皇家美術學院一直是官方藝術實踐的中心機構，每次最多只招收四名女學生。1781年，二十歲的卡佩搬到巴黎，師從新古典主義藝術家阿黛拉伊德·拉比耶-吉亞爾（1749-1803），她於1783年被皇家美術學院錄取。